# Константиново (Пільський повіт)
Константиново (пол. Konstantynowo, нім. Köstenhauland) — село в Польщі, у гміні Вижиськ Пільського повіту Великопольського воєводства.
Населення — 98 осіб (2011).
У 1975-1998 роках село належало до Пільського воєводства.

## Демографія
Демографічна структура станом на 31 березня 2011 року:
|          | Загалом | Допрацездатний вік | Працездатний вік | Постпрацездатний вік |
| -------- | ------- | ------------------ | ---------------- | -------------------- |
| Чоловіки | 46      | 10                 | 29               | 7                    |
| Жінки    | 52      | 11                 | 34               | 7                    |
| Разом    | 98      | 21                 | 63               | 14                   |